# Света Троица (Челопек)
Вижте пояснителната страница за други значения на Света Троица.
„Света Троица“ (на македонска литературна норма: „Света Троица“) е поствизантийска православна църква в кумановското село Челопек, североизточната част на Северна Македония. Част е от Кумановско-Осоговската епархия на Македонската православна църква. Обявена е за паметник на културата.
Църквата е гробищен храм, разположен в северната част на селото. Частично е разрушена и е запусната. Основата ѝ е същата като на „Света Петка“ в Младо Нагоричане. Изградена е между XVI и XVII век. Няма запазена живопис.